# DN76
DN76 este un drum național din România, care leagă Deva de Oradea, pornind de lângă Deva, din localitatea Șoimuș.